# Елените
Ваканционното селище Елените се намира на южните склонове на Стара планина при срещата ѝ с Черно море, в област Бургас. С него започва и Южното Черноморие. Отдалечено е: североизточно на 4,7 км от Свети Влас, на 9,4 км от курорта Слънчев бряг, на 16,4 км от Несебър, на 17,4 км от Равда, на 33 км от Поморие, на 47 км от Бургас; западно на 7,43 км от нос Емине; югозападно на 40 км от Обзор. Разположено е в живописен залив.
Ваканционен комплекс Елените е проектиран като парк. Строителството на ваканционното селище започва през 1985 г. В комплекса са изградени множество двуетажни и триетажни къщи, луксозни еднофамилни бунгала и вили, оградени от зеленина, както и хотели и апартаментни комплекси. Сред тях са:
1. На първа линия: апартаментните комплекси „Месамбрия Форт Бийч“, „Талиана Бийч“, „Привилегия Форд Бийч“, хотелски спа-комплекс „Зорница Сендс“ 5*, хотелите с 4* „Атриум Бийч“, „Андалусия Бийч“, „Роял парк“ и „Роял Бей“, южната част от дву- и триетажни вили и бунгала „Елените“ със спа-комплекс.
2. На втора линия: северната част от вили „Елените“, хотел „Роял Касъл“ 5*, дву- и триетажни вили и бунгала „Романа“ и апартаментен комплекс „Негреско“.

Топ-хотели са 5-звездните „Зорница Сендс“ и най-новият и уникален по своята архитектура и дизайн хотел „Роял Касъл“.
Елените е определен в групата на курортите с национално значение с Решение № 45 на МС от 25.I.2005 г., но е изключен от този списък с Решение № 9799 от 9.XI.2005 г. на Върховния административен съд. Според Националния статистически институт, към 2020 година комплексът разполага с 1508 легла в 3 места за настаняване и има капацитет 127 648 легла×денонощия (нощувки). 
Курортът има собствен плаж, няколко луксозни ресторанта, спортни игрища, тенис кортове и база за водни спортове. В близост се намира къмпинг Свети Влас, където има възможност за настаняване в бунгала и на палатки.

## Галерия
- Вили „Романа“
- Вили „Романа“ (изглед от планината)
- Вили „Романа“ (панорама)